# Plasmă (biologie)

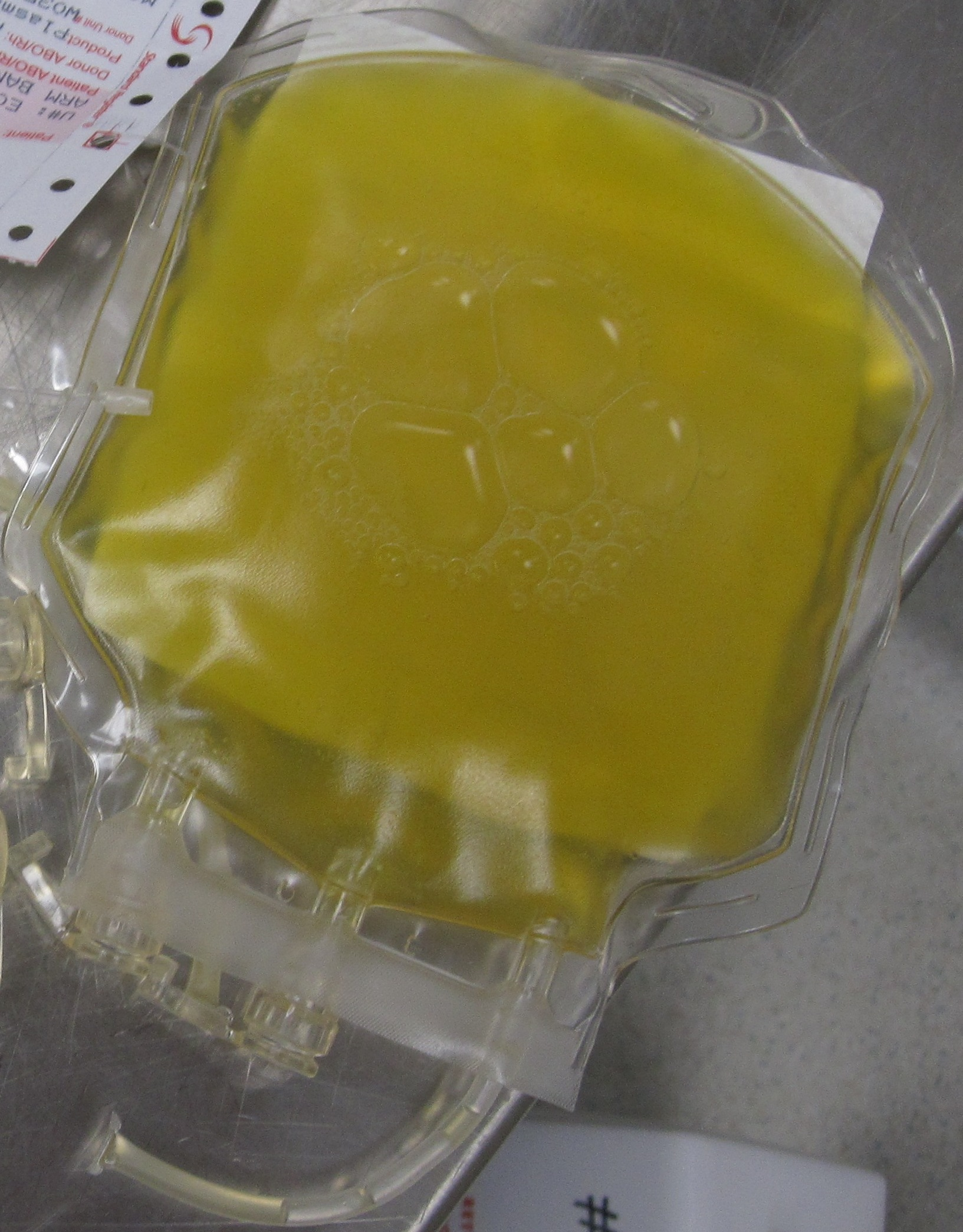
Plasmă proaspăt donată

Plasma, în biologie, este o noțiune care desemnează fracțiunea lichidă a sângelui și limfei. În plasmă se află în suspensie celulele sanguine (hematii, leucocite și trombocite). Este formată din apă, substanțe anorganice dizolvate (săruri minerale) și diverse substanțe organice (proteine, lipide, glucide, combinații ale acestora etc.). Plasma servește ca vehicul atât pentru elementele celulare sanguine, cât și pentru diverse substanțe biologic active (hormoni, anticorpi, etc.).